# Llanddeiniolen
Llanddeiniolen är en community i Storbritannien.   Den ligger i kommunen Gwynedd och riksdelen Wales, i den sydvästra delen av landet, 300 km nordväst om huvudstaden London.
Den omfattar byarna  Llanddeiniolen, Deiniolen, Bethel, Dinorwig, Rhiwlas, Brynrefail och Penisarwaun.